# Raunchy
Raunchy er et dansk metalband der kombinerer elementer fra thrash metal, industrial metal, metalcore og melodisk dødsmetal i hvad de selv betegner som "futuristisk hybrid metal".[kilde mangler] Bandet blev dannet i 1992 og har udgivet fem album – de brød for alvor igennem i 2002, hvor de blev det første danske band til at skrive kontrakt med det internationale pladeselskab Nuclear Blast Records.[kilde mangler]

## Karriere
Raunchy blev grundlagt i 1992 af Jesper Tilsted, Jesper Kvist og Morten Toft Hansen, der begyndte at spille covernumre fra bands som Metallica og Slayer. Lars Vognstrup og Lars Christensen sluttede sig til bandet i 1994, og i 1995 indspillede deres første demo ved Borsing Recordings i Århus. Sangen "Space Story" fra demoen blev senere udgivet på opsamlings-cd Extremity Rising vol. 1, en rock/metal samling fra Serious Entertainment. To demoer (og yderligere to Extremity Rising deltagelser senere) fik bandet endelig deres pladekontrakt med Mighty Musics sub label Drug(s) i 2000. Et par måneder senere, tog Raunchy til Aabenraa Studio med producer Jacob Hansen for at optage Velvet Noise. I 2001 blev albummet udgivet i Skandinavien og blev meget vel modtaget af pressen. Efter udgivelsen sluttede, keyboardspiller og sanger, Jeppe Christensen sig til bandet.
2002 viste sig at blive af afgørende betydning for bandet: som det første danske band nogensinde, underskrev Raunchy en kontrakt med en af verdens største metal-labels, Nuclear Blast Records, som udgiver Velvet Noise, som blev udgivet i Europa. Raunchy spillede på den tyske festival Summerbreeze. De indspillet en coverversion af Wham!'s "Last Christmas", og en ny sang kaldet "Decemberklar" for Danmark Nationale radio, produceret af Tue Madsen på Antfarm Studios. Sangene viste sig at være meget populære. I 2003 blev Velvet Noise udgivet i Nordamerika, og i sommeren blev det opfølgende album, Confusion Bay, optaget, igen med producer Jacob Hansen.
2004 startede med at sangeren Lars Vognstrup forlod bandet. Kasper Thomsen kom ind som den nye forsanger til at erstatte Lars. I februar blev Confusion Bay udgivet. En animeret video til nummeret "Watch Out" er lavet af den kritikerroste instruktør Anders Morgenthaler og videoen blev vist på kanaler som VIVA+ og MTV2. Bandet spillede en hel koncert live på Danmarks National Radio, og i august optrådte bandet på Wacken Open Air foran 4000 fans.
I 2005 underskrev Raunchy kontrakt med Lifeforce Records og begyndte indspilningen of Death Pop Romance i sommeren 2005. Ved udgangen af året optrådte bandet ved Danish Metal Awards. Showet blev sendt live på dansk radio og markerer bandets tredje radio udsendelse. Death Pop Romance blev udgivet i begyndelsen af 2006, hvor den fik gode anmeldelser blandt kritikerne. Raunchy opvarmede for det amerikanske metal band Soulfly på alle tyske tour datoer. Bandet spillede også på den populære With Full Force Festival i Leipzig foran 10.000 fans. I 2006 fortsatte bandet med at turnere for at promovere Death Pop Romance foruden support gigs for bands som Ill Niño og Hatebreed. Bandet indledte en fuld-længde europa tour kaldet Dansk Dynamite Tour, sammen med Hatesphere og Volbeat, og spillede i 2008 på Roskilde Festival.
I sommeren 2008 udgav Raunchy deres fjerde album, Wasteland Discotheque. Albummet blev generelt godt modtaget blandt pressen. I slutningen af 2008 tog Raunchy på en lille tur med Volbeat i Tyskland. I april 2009, næsten et år efter Wasteland Discotheque blev udgivet, lavede Raunchy en musikvideo til nummeret "Warriors", instrueret af Andreas Krohn, efter det tog de på en tour kaldet "Weekend Warriors Tour", i Danmark og Sverige, og i juli og august spillede bandet på de store metal festivaler With Full Force og Summerbreeze Open Air.
Deres femte album, A Discord Electric, blev udgivet den 20. september, 2010.
Den 14. Marts 2013 forlod Kasper Thomsen bandet på egen hånd. Både bandet og Kasper selv erklærede, at de skiltes i al venskabelighed. Han blev erstattet af Mike Semesky, der er tidligere medlem af det britiske progressive metal band The HAARP Machine. Bandet har også oplyst, at de ville tage i studiet senere på året og ville turnere i juli og oktober 2013. Mike også lavet en redegørelse via sin personlige Facebook-konto, "Jeg har været en stor fan af Raunchy i temmelig lang tid nu, og det faktum, at jeg får mulighed for at synge sammen med en af mine yndlings sangere, Jeppe Christensen, er en drøm gået i opfyldelse."

## Medlemmer
- Mike Semesky – Vokal (2013 -)
- Lars Christensen – Guitar (1994 -)
- Jesper Andreas Tilsted – Guitar (1992 -)
- Jesper Kvist – Bas (1992 -)
- Jeppe Christensen – Keyboard/Vokal (2001 -)
- Morten Toft Hansen – Trommer (1992 -)

### Tidligere medlemmer
- Lars Vognstrup – Vokal (1994 – 2004)
- Kasper Thomsen – Vokal (2004 - 2013)

### Tour medlemmer
- Lasse Sivertsen – Vocals (2012, 2013, 2016)
- Victor-Ray Salomonsen Ronander – Guitar (2010)

## Diskografi

### Studiealbum
- 2001: Velvet Noise
- 2004: Confusion Bay
- 2006: Death Pop Romance
- 2007: Velvet Noise Extended (genudgivelse af debutalbummet)
- 2008: Wasteland Discotheque
- 2010: A Discord Electric
- 2014: Vices. Virtues. Visions.